# Fayçal ben Abdelaziz Al Saoud
Fayçal ben Abdelaziz Al Saoud (en arabe : فيصل بن عبدالعزيز آل سعود), né le 14 avril 1906 à Riyad (Émirat de Riyad) et mort le 25 mars 1975 dans cette même ville est un diplomate et homme d'État saoudien, roi d'Arabie saoudite de 1964 jusqu'à son assassinat en 1975. Avant son accession au trône, il sert comme prince héritier de 1953 à 1964 et comme régent de son demi-frère, le roi Saoud, pendant une brève période en 1964. Il est le troisième des fils du roi Abdelaziz, le fondateur de l'Arabie saoudite contemporaine, et le deuxième à être roi. 
Fayçal est le fils d'Abdelaziz et de Tarfah bint Abdallah (en) de la lignée des Al ach-Cheikh, qui fournit traditionnellement au royaume ses savants (ouléma) wahhabites les plus influents. Sous le règne de son père, Fayçal devient une personnalité politique de premier plan, accédant à la vice-royauté du Hedjaz en 1926, à la direction du Conseil consultatif en 1927 et à celle du ministère des Affaires étrangères en 1930. En 1954, il est nommé Premier ministre et utilise cette position pour abolir l'esclavage en Arabie saoudite (en) en 1962. En 1964, épaulé par d'autres membres de la famille royale et le grand moufti Mohammed ben Ibrahim Ali Al ach-Cheikh, il parvient à convaincre son demi-frère Saoud d'abdiquer en sa faveur. 
Une fois roi, il lance une politique de modernisation et de réforme. Les principaux thèmes de sa politique étrangère sont le panislamisme, l'anticommunisme et la défense de la cause palestinienne, qu'il place au cœur de la rhétorique saoudienne avec Ibrahim ben Mohammed Al ach-Cheikh,,. Critiquant le soutien apporté par les pays occidentaux à Israël, il dirige l'embargo à l'origine de la crise pétrolière de 1973. Cette décision, qui renforce l'économie et le prestige de l'Arabie saoudite, ainsi que ses nombreuses réformes bureaucratiques et fiscales contribuent à en faire l'un des dirigeants saoudiens les plus populaires.

## Naissance
Fayçal né à Riyad est le troisième fils du fondateur de l'Arabie saoudite, Ibn Saoud. Sa mère, Tarfah bint Abdallah Al ach-Cheikh (en), est la sixième épouse d'Ibn Saoud, qui l'a épousée en 1902 après la capture de Riyad, et la fille d'un des principaux conseillers et enseignants de la famille des Saoud.
Après la mort de sa mère, cinq mois après sa naissance, Fayçal est élevé par sa grand-mère maternelle et son mari le cheikh Abdallah ben Abdel Latif Al ach-Cheikh (en). Il passera son enfance dans un vieux palais de Riyad avec ses deux frères aînés, Turki et Saoud. Son père étant absorbé par ses activités politiques et militaires, ce sont ses deux frères qui le forment au maniement des armes et à l'équitation. Son grand-père lui apprend quant à lui le Coran et la poésie.

## Jeunesse

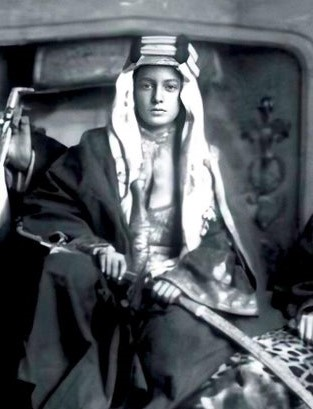
Fayçal en 1919, en Angleterre.

Étant l'un des aînés d'Ibn Saoud, Fayçal fut chargé de nombreuses responsabilités durant la quête du roi pour la consolidation de son pouvoir. Dès 1919, il représente son père, alors wali du Nejd, aux négociations qui aboutiront au traité de Versailles. Âgé de treize ans, il est assisté dans son voyage par l'un de ses cousins, Ahmad Al Thunaiyan, qui avait déjà une expérience politique. Sa tournée européenne débute à Plymouth le 14 octobre 1919, il s'agit alors de sa première apparition sur la scène internationale. À Londres, il est reçu avec sa suite comme « Délégation de l'Arabie centrale » ; quant à lui, on lui reconnaît le titre de prince et le rang d'Altesse royale.
Son voyage en Europe a plusieurs objectifs. Il doit d'abord mettre fin à l'animosité existant entre sa famille et celle du Chérif Hussein, tracer une frontière définitive entre le Hedjaz et le Nejd et enfin trouver un accord politique avec les Britanniques pour que ceux-ci ne s'opposent plus à la domination de la dynastie sur la péninsule. À Paris, les Britanniques tentent d'organiser une rencontre entre lui et Fayçal ibn Hussein. Il ne participera pas directement à cette entrevue, puisqu'il sera représenté par son cousin Thunaiyan. Les pourparlers seront de courte durée, la délégation husseinite n'étant pas prévenue de la venue des gardes du corps des Saoud — les Ikhwans —, il refuse de discuter avec eux, provoquant un incident diplomatique et la fin des négociations.

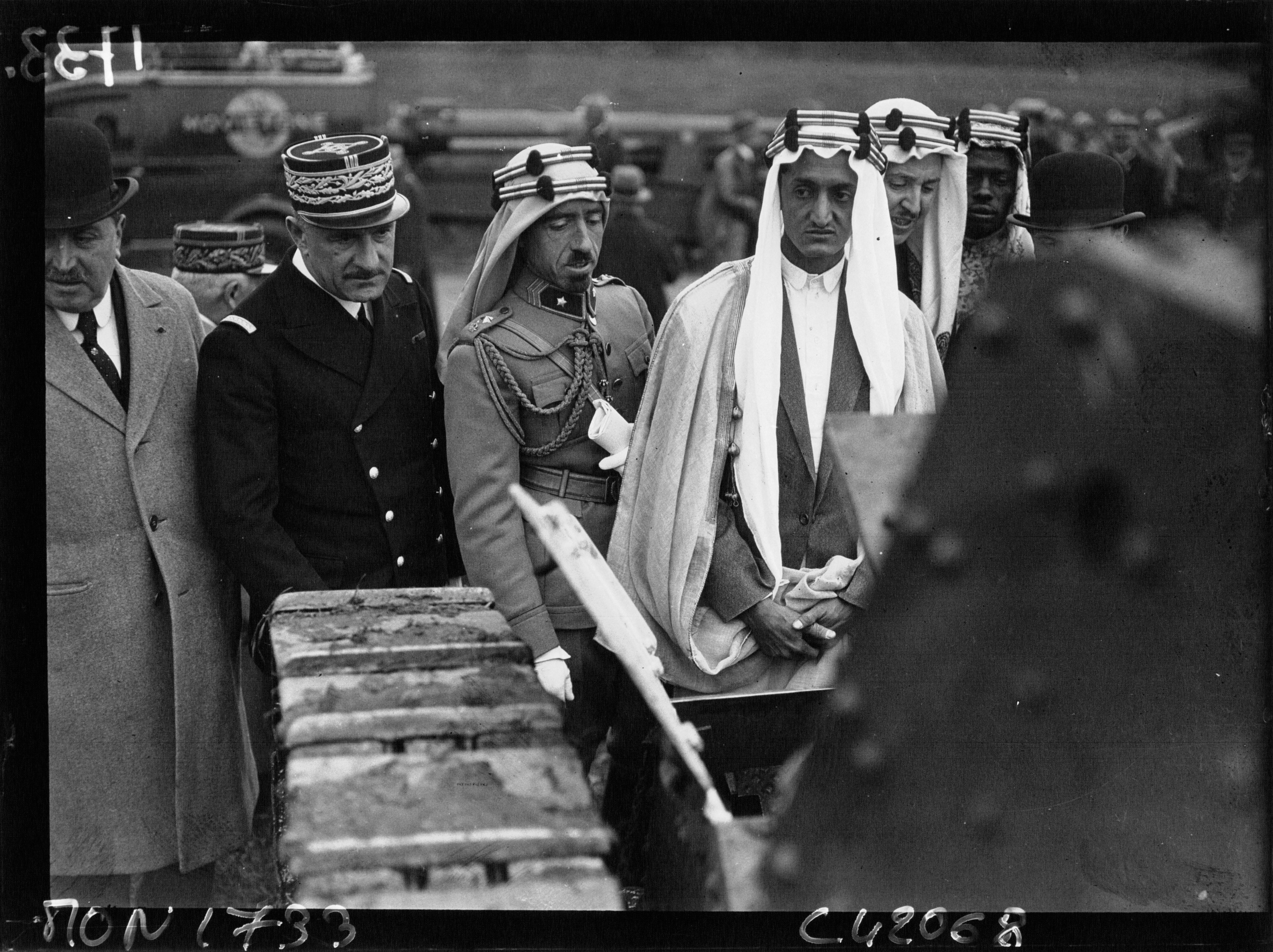
L'émir Fayçal en visite au camp militaire de Satory en France, mai 1932.

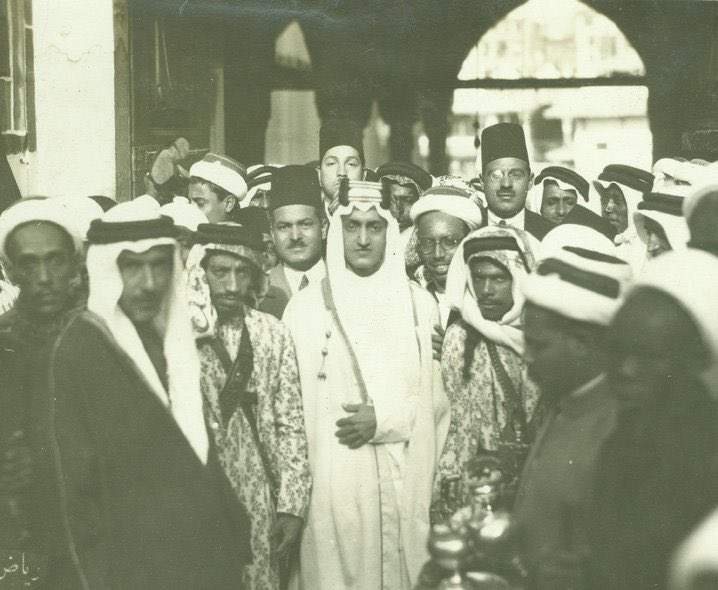
Le prince Fayçal à Djeddah en tant que vice-roi d'Hedjaz.

De retour en Arabie, son père le place à la tête d'expéditions militaires. Il fait ses premières armes avec le général Khalid ibn Luwaï, avec qui il devra notamment faire reconnaître aux Idrissides de l'Asir la suzeraineté des Saoud sur Abha, Taïma et le Nord de l'Asir (1921 et 1924). En 1925, Fayçal, à la tête d'une armée de loyalistes saoudiens, remporte une victoire décisive au Hedjaz, dont il est nommé vice-roi un an plus tard. Neuf ans plus tard, les relations se tendent entre les Saoud et le Yémen gouverné par l'imam Yahia, entraînant un conflit militaire ouvert entre les deux pays.

## Crise du Yémen
En 1934, la crise entre le Yémen de l'imam Yahia et le roi Ibn Saoud éclate. Un différend régional oppose les deux hommes, chacun revendiquant la souveraineté sur la province de l'Asir. Devant l’incursion répétée des Yéménites dans cette province, le roi Saoud décide de lancer une grande campagne militaire contre le Yémen.
L'armée est alors divisée en trois corps, le premier est commandé par Fayçal, il aura pour objectif de s'emparer des villes d'Haradh et d'al-Hodeïda, le plus grand port du pays. Le second est commandé par le roi, qui se chargera de prendre Najran. Quant au troisième c'est un Ikwan qui est à sa tête, Khalid ibn-Mohammed. Celui-ci devra prendre Sanaa, la capitale du pays.
Devant cette invasion, les Anglais et les Italiens envoient leurs navires de guerre, et ouvrent dans le même temps des négociations avec le roi. Fayçal prend en main les négociations, et parvient à trouver une sortie à cette crise. Il obtient que l’Asir soit rattaché au domaine de la famille Saoud, que le Yémen offre d’importantes compensations financières, et qu'enfin le royaume d'Arabie saoudite soit reconnu.
Ce succès diplomatique inespéré permet non seulement au royaume d’être reconnu par les Européens, mais également de sortir le pays de la déroute financière dans lequel il se trouvait. En reconnaissance de ses bons et loyaux services, Fayçal devient le premier ministre des Affaires étrangères de l'État saoudien nouvellement créé, poste qu'il conservera jusqu'à sa mort.

## Ministre des Affaires étrangères

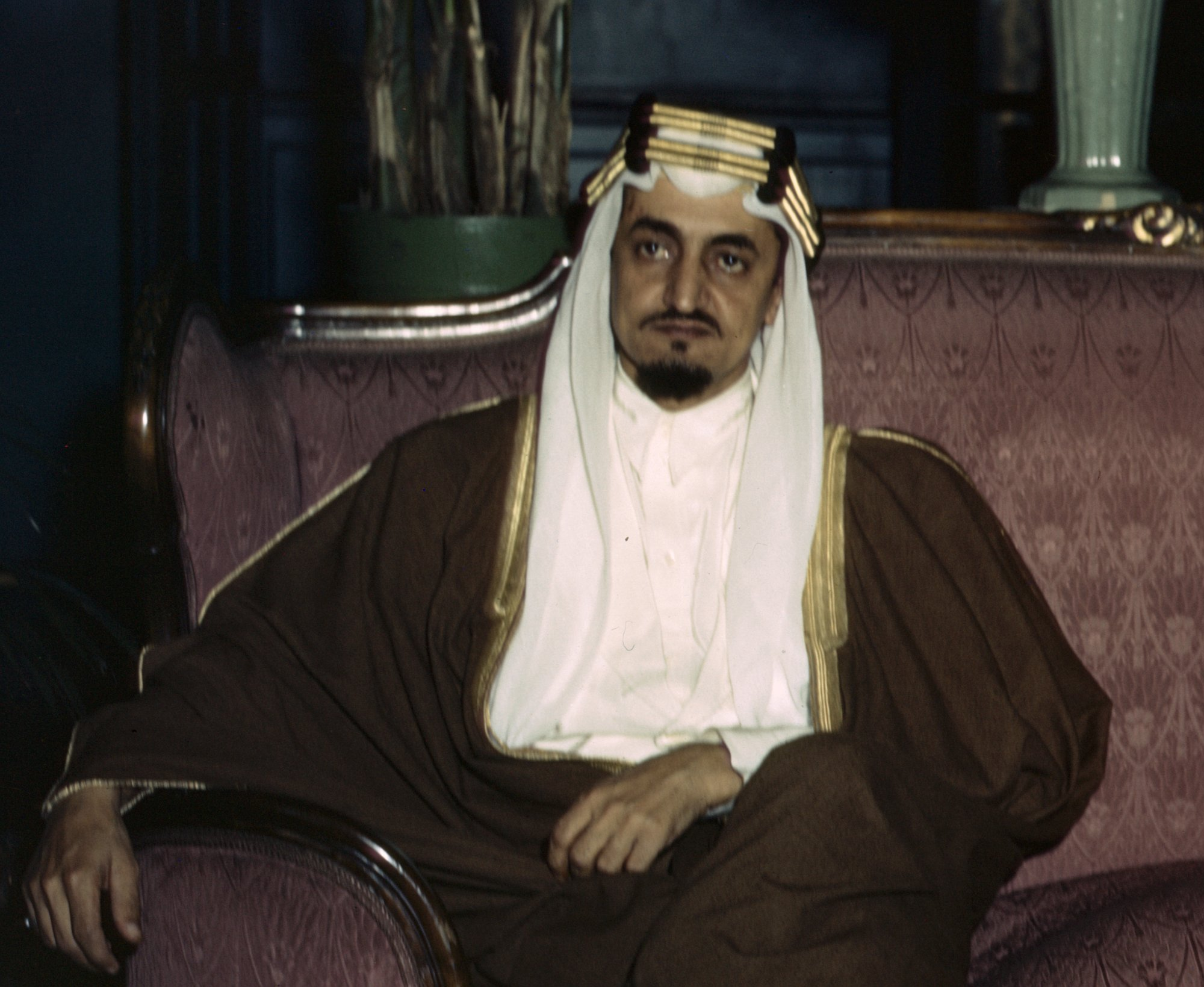
Fayçal en 1941.

Devenu ministre, c'est sous son influence que le roi Ibn Séoud accepte l’invitation du président américain Roosevelt sur le croiseur USS Quincy. Le pacte du Quincy permet aux Saoudiens de se placer dans l'orbite économique et militaire américaine. Ils cèdent l'exploitation de leurs ressources pétrolières aux États-Unis contre la protection de leur royaume. Cet accord stratégique a permis à Fayçal de mettre en pratique sa politique de rapprochement arabo-américaine qu'il prônait depuis plusieurs années.
Lors de la fondation de l'ONU en 1945, il salue à nouveau le rôle des États-Unis au Moyen-Orient. À la tribune de l'Assemblée, il rend hommage à l'opposition américaine à toutes les formes de colonisation et fait part de sa pleine et entière confiance en la politique des États-Unis. C’est une nouvelle occasion pour lui de faire l'éloge de la solide amitié américano-saoudienne.

### Partage de la Palestine
En 1947, à la suite des nombreux conflits opposant nationalistes, sionistes et Arabes palestiniens, les Britanniques décident d’abandonner leur mandat en Palestine. L'abandon du mandat entraîne une profonde inquiétude chez les Arabes. Ils craignent en effet que les sionistes profitent du départ des Britanniques pour proclamer leur État.
Fayçal est choisi par les délégations arabes à l'ONU pour les représenter. Il tente de rassurer les diplomates très inquiets d'un soutien des puissances occidentales aux sionistes. Il leur assure que les Américains ne reconnaîtront aucun « État d’Israël », il en veut pour preuve ses nombreux contacts avec la diplomatie américaine et notamment avec l'ambassadeur et conseiller pour les affaires du Proche-Orient de la délégation américaine à l'ONU George Wadsworth (en). Il va jusqu'à s'en porter garant devant les diplomates arabes.
Malgré les garanties américaines, le président Truman se prononce pour le partage et reconnaît l'État d'Israël quinze minutes après sa proclamation. Pour Fayçal, c'est un véritable camouflet. Il perd tout crédit devant les délégations arabes, qui dénoncent son « inexplicable naïveté ». Il réalise pour la première fois que sa politique d'amitié arabo-américaine a ses limites, et il en aura une nouvelle preuve avec le soutien américain aux républicains yéménites.

### Révolution en Égypte et guerre civile du Yémen du Nord
Contrairement à son frère Saoud — qui deviendra roi d'Arabie saoudite en 1953 —, Fayçal voit tout d’abord la révolte des officiers libres d'un bon œil. D’abord cordiales, les relations entre Nasser et lui vont se détériorer rapidement. Fayçal ne comprend pas pourquoi Nasser se montre si opposé aux États-Unis et surtout, il s'oppose vigoureusement au rapprochement entre l'Égypte et Moscou, le soutien aux « républiques progressistes » face aux « monarchies traditionalistes ». Le soutien qu’apportera Nasser à la révolution irakienne, ses discours de plus en plus anti-monarchistes, et sa volonté d'hégémonie sur le monde arabe vont sérieusement ébranler les relations entre les deux pays. Mais l’antagonisme entre l'Égypte et l’Arabie saoudite culmine lors du soutien de Nasser à la révolution au Yémen.
Gouverné depuis plusieurs dizaines d'années par un monarque, le Yémen de l’imam Yahia est devenu un allié de poids de l’Arabie saoudite. Succédant à son père en 1948, Ahmad bin Yahya est victime d’un coup d’État en septembre 1962. Sur le modèle égyptien, le coup est mené par un jeune officier inconnu du grand public, Abdellah Sallal. Il proclame la République et s’attribue le grade de maréchal.
L’Arabie voit d’un très mauvais œil la proclamation d’une République à sa frontière. Fayçal, qui était alors aux États-Unis, rencontre à cette occasion le président Kennedy à qui il fait part de ses inquiétudes. Il essaye de le persuader que le coup n’est pas le résultat d’une volonté populaire, mais qu’il s’agit d’un nouveau stratagème de Nasser et des Soviétiques visant à déstabiliser le royaume saoudien. Malgré toutes ses suppliques, Kennedy reconnaît la république du Yémen pour ne pas laisser le champ libre aux Soviétiques.
De retour à Riyad, Fayçal tente d’organiser la résistance. Quelques semaines après le coup d’État, il apprend que l’imam Badr n’est pas mort. Il a réussi à s’enfuir et à gagner les montagnes où il appelle les Saoudiens à le soutenir. Répondant à cet appel, Fayçal envoie aux hommes de l’Imam toute l’aide possible, vivres, armes, nourritures, médicaments, tandis que dans le même temps, les Égyptiens envoient leurs soldats dans le pays, 20 000 hommes d'abord et près de 100 000 hommes au total quelques semaines plus tard.
À la suite des bombardements des routes de ravitaillement par les Égyptiens, Fayçal ordonne la mobilisation générale et suspend toutes les relations diplomatiques avec Le Caire. La tension qui monte inquiète les États-Unis qui craignent qu’un conflit ouvert éclate entre l'Égypte et l’Arabie saoudite. Pour empêcher que cela ne se produise, Fayçal obtient des Américains que l’ONU intervienne au Yémen pour mettre fin au conflit. Cependant, l’ONU ne parvient pas à contrôler les frontières et à faire cesser le trafic d’armes et les combats entre les deux camps se poursuivent.
En 1964, Sallal tente d’internationaliser le conflit en cherchant du soutien chez les Soviétiques et les Chinois ; au grand désarroi de Fayçal, qui obtient toujours la même réponse des Américains : ne pas laisser le champ libre aux Russes.
Devant cet échec, Fayçal quitte le devant de la scène, et laisse plus de liberté au roi Saoud pour régler le conflit. L’administration du pays par le roi entraînera une vague de mécontentement qui le mèneront à sa perte.

## Premier ministre
L’administration du pays par le roi Saoud a toujours été contestée au sein même de la société saoudienne. On l’accuse de gouverner le pays de façon trop personnelle, puisant dans les fonds publics pour se construire des palais fastueux, plus intéressé par la chasse au faucon et les promenades à cheval que par les affaires du pays. En quelques années, il vide les caisses de l’État, le riyal n’est plus accepté sur les places étrangères, et la signature de l’État n’est plus honorée.
En 1958, Fayçal est nommé Premier ministre afin de redresser l’économie du royaume. Les désaccords avec Saoud le forcent à démissionner en 1960, mais Saoud le rappelle en 1962.
En matière de politique étrangère, on critique le manque de sens politique de Saoud. Sa tentative d’assassinat de Nasser, sa volonté de rompre tout lien diplomatique avec les États-Unis pendant la crise du Yémen et son opposition à laisser son frère gouverner le pays en son absence finissent de lui faire perdre ses derniers partisans. Devant cet état de fait, les princes se concertent durant tout le mois d’octobre 1964, et le 25 octobre ils se rassemblent au bureau du vice-Premier ministre, Khaled ben Adbelaziz. Après des heures de débats, ils décident de transférer le pouvoir temporel à Fayçal. Quatre jours plus tard, les oulémas se rassemblent chez le Grand Mufti et lui confient le pouvoir spirituel. Le roi Saoud, qui ignorait ce qui se passait en coulisse, est contraint de renoncer à son trône. Il quitte l’Arabie en direction du Caire, puis d’Athènes, où il s’éteint en 1969.

## Roi d’Arabie saoudite
Fayçal est fait roi d’Arabie saoudite le 2 novembre 1964. Il quitte Djeddah pour prendre ses quartiers à Riyad.

### Réformes

#### Réformes sociales
À son arrivée au pouvoir, l'Arabie saoudite était largement considérée comme un « empire patriarcal ». Encore au stade féodal, les affaires se traitaient entre chefs de tribus. C’est sous son règne que l’Arabie est passée d’une condition de mosaïque de tribus à celle d’un État fort et centralisé.
Fayçal entreprend de moderniser la société saoudienne en s’attelant tout d’abord à la réforme du gouvernement. Il modifie en profondeur le fonctionnement de l’administration, définit les devoirs et les attributions de chaque ministère, rend les ministres responsables de leur bilan. Il s’entoure de « princes-managers » formés dans des écoles américaines et britanniques. Politiques, technocrates, médecins, professeurs ou hauts fonctionnaires, ces princes constitueront la colonne vertébrale du nouvel État saoudien.
Il réforme également l’armée, dissout l’Ikhwan et la remplace par une armée régulière et la Garde nationale. S'agissant ensuite de l’agriculture, il lance un vaste plan de « fertilisation du désert » qui devait permettre à l’Arabie d’atteindre l’autosuffisance alimentaire. Ainsi, le budget du ministère de l’Agriculture passe de 21 millions de riyals en 1960 à 382 millions dix ans plus tard. Cette politique s’accompagne de la sédentarisation des populations nomades travaillant désormais dans l’agriculture.

#### Réformes économiques
Les dix premières années de son règne sont marquées par l’assainissement des finances du royaume. Dès son arrivée dans la capitale, il s’attelle à réduire le déficit de l’État en menant une série de réformes. C’est ainsi qu’en trois ans il établit une distinction entre le budget de l’État et la liste civile du monarque, ainsi qu'entre les dépenses publiques et les subventions privées. Après avoir rétabli la balance commerciale, il rend sa valeur au riyal, met fin aux gaspillages des fonds publics, lutte contre la corruption, le favoritisme et le trafic d’influence. Il réduit également le train de vie de la famille royale et renforce ses pouvoirs et celui du gouvernement.
Cette politique porte rapidement ses fruits et les finances du royaume sont largement assainies. L'importante manne financière est particulièrement utile en matière de politique étrangère et permet à l’Arabie saoudite de revenir sur le devant de la scène à l’occasion de la guerre des Six Jours.

### Politique étrangère

#### Guerre des Six Jours

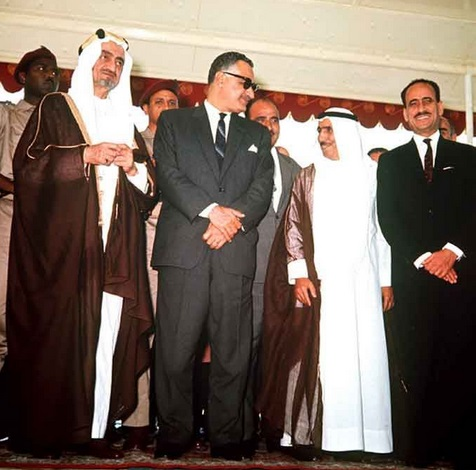
Certains des chefs d'État présents au sommet de la Ligue arabe à Khartoum après la guerre des Six Jours. De gauche à droite : Faisal, Gamal Abdel Nasser d'Égypte, Abdallah al-Sallal du Yémen, Sabah Al-Salim Al-Sabah du Koweït et Abdel Rahman Aref d'Irak, 2 septembre 1967.

La guerre des Six Jours déclenchée en juin 1967 par Israël contre l’Égypte, la Syrie, la Jordanie et l’Irak est une véritable débâcle pour les armées arabes. L’Égypte est débordée par l’armée israélienne qui est parvenue à prendre le Sinaï et le canal de Suez. La puissance militaire égyptienne est anéantie et l'économie nationale ruinée. Cette situation conduit Nasser à demander l’aide de l’Arabie saoudite, seul pays de la région à pouvoir renflouer les caisses de l’État. Une conférence est alors convoquée à Khartoum en 1967 pour sceller la réconciliation inter-arabe et décider d'une stratégie pour faire face à Israël. Fayçal, en position de force, accepte de prendre à sa charge 37 % des pertes résultant de l’obstruction du canal (il sera suivi par les Koweïtiens et les Libyens) et de verser chaque mois une somme équivalente à plus du tiers de celle qu'aurait rapportée à l'Égypte l’exploitation de la voie d’eau, jusqu’à sa remise en état définitive.
Par la force des choses, Nasser est contraint de mettre fin à ses attaques répétées contre les monarchies du Golfe et cesse de soutenir les républicains yéménites. La débâcle égyptienne et sa dépendance vis-à-vis de l’Arabie saoudite permettent à Fayçal de prendre la tête du monde arabe.

#### Amitié américano-saoudienne
En matière de politique étrangère, la grande ambition de Fayçal a été de faire basculer le monde arabe dans le « camp américain ». À la fin de l’année 1973, il expose clairement sa politique aux diplomates saoudiens : ne jamais léser les intérêts américains ou porter atteinte à leur amour-propre, lutter contre l’influence communiste ou prosoviétique au Moyen-Orient, et faire comprendre aux Arabes que leur salut ne viendra pas de Moscou mais de Washington. En contrepartie, il s’engage à avoir une attitude intransigeante vis-à-vis d’Israël, de toujours soutenir le peuple palestinien et d’user de son influence sur les cercles dirigeants américains en faveur de la cause palestinienne. Il résume sa politique en cette phrase : « Mon père a voulu être le garant des Américains à l’égard des Arabes. Moi, je veux être le porte-parole des Arabes auprès des Américains ».
C’est dans cette optique qu’il invite le président Sadate à rompre les liens avec Moscou, à abandonner la politique nassérienne hostile aux Américains, et à rétablir les relations diplomatiques avec les États-Unis. Lors de la guerre du Kippour, il s’entend avec le raïs égyptien pour que la guerre ne soit pas totale, mais plutôt un moyen pour l’Égypte de faire valoir ses droits sur le canal de Suez et le Sinaï. Plus tard, lors des négociations pour un cessez-le-feu avec Israël, il servira d'intermédiaire entre Kissinger, Sadate et le président syrien, Hafez el-Assad.
Son action politique est globalement un succès, l’Égypte de Sadate rejoint le camp occidental et la Russie est fortement affaiblie sur la scène arabe. Cependant, les relations diplomatiques entre l’Arabie et les États-Unis vont se détériorer avec l’arrivée de Gerald Ford au pouvoir.

#### Tension entre les États-Unis et l’Arabie saoudite

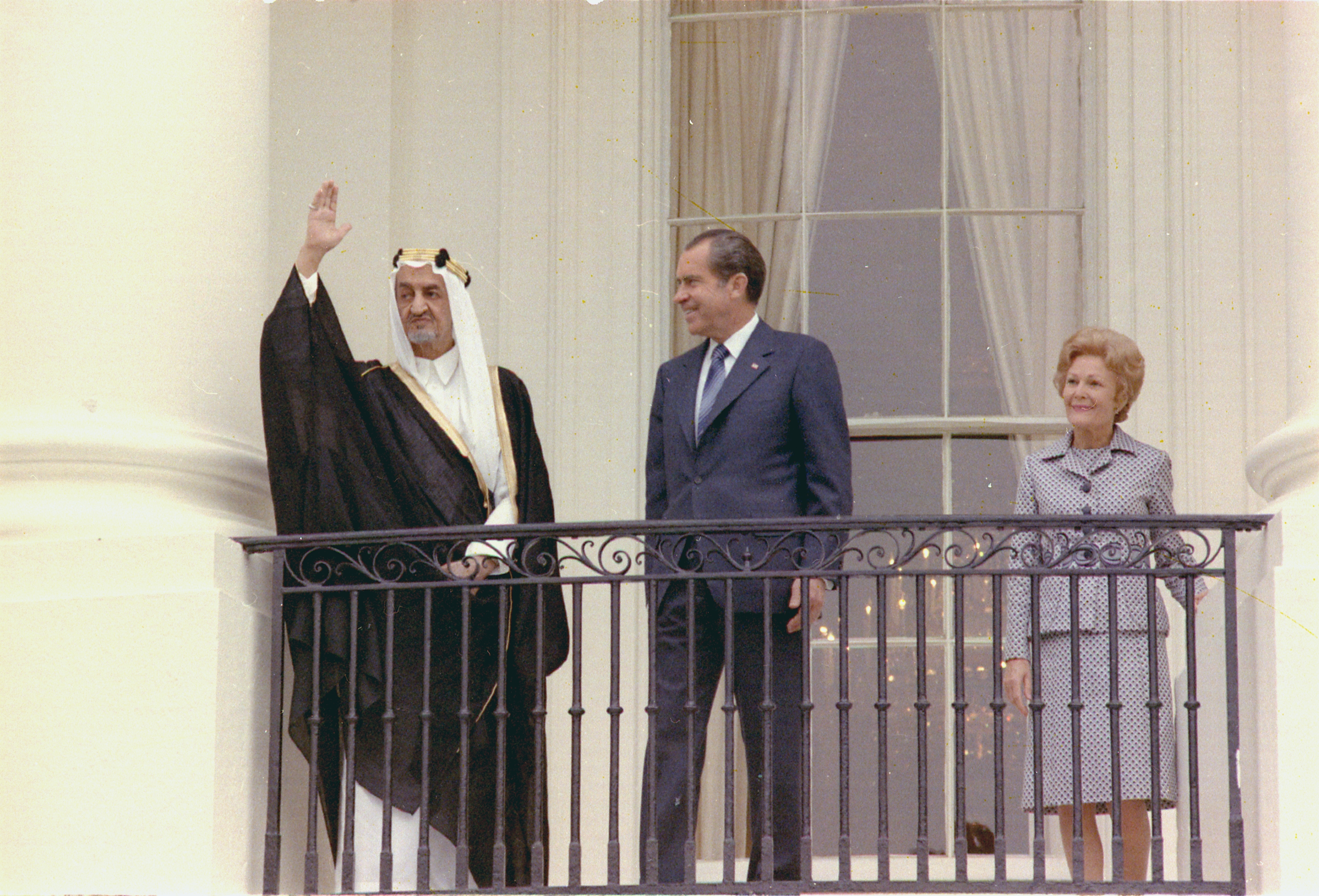
Le roi Fayçal à la Maison-Blanche avec Nixon et son épouse Pat.

Nixon, avec qui Fayçal entretenait des relations cordiales, est contraint à la démission à la suite du scandale du Watergate. Il est remplacé par le vice-président Gerald Ford, qui prête serment le 11 août 1974. Ford, qui est connu pour ses positions pro-israéliennes, suscite la défiance des Saoud. Le 16 août, Fayçal fait savoir son irritation au gouvernement américain, le sommant de changer de politique, sans quoi la politique de son pays vis-à-vis de l’Amérique changera.
N’ayant reçu aucune réponse, il met en place une série de sanctions. Le volume d’extraction du pétrole est réduit de 10 à 20 %, puis le 29 août, il procède au retrait progressif des réserves d’or saoudienne entreposées aux États-Unis. Dans le même temps, l’Aramco est sur le point d’être nationalisée. Dans un entretien à Newsweek, Fayçal répète son souhait de voir une inflexion de la politique américaine au Moyen-Orient au profit de la Palestine. Il menace une nouvelle fois d’avoir recours à l’arme pétrolière, ce qui lui attire les foudres de Kissinger, qui parle d’un « étranglement du monde industrialisé » et d’une possible solution militaire pour régler ce différend.
Le ton monte entre les pays de l’OPEP et les États-Unis, les uns menacent de fermer les puits de pétrole en cas d’invasion, et les autres d’envahir les champs pétrolifères d’Arabie. Des manœuvres militaires sont menées par le commandement américain dans le Golfe et des simulations de débarquement ont lieu à Oman. Pour désamorcer la crise, Fayçal envoie son ministre de la Défense, l’émir Sultan, à Washington rencontrer de hauts responsables américains. Sur place, il recrute un millier de conseillers militaires américains, qui formeront à la fois la Garde nationale saoudienne, protègeront les puits de pétrole et la famille royale. C’était un signe de bonne volonté de Fayçal, qui par ce geste voulait montrer que son sort, et celui de sa famille, dépendait entièrement des États-Unis. Cependant, le geste n'a pas eu l'effet escompté sur le gouvernement américain, qui continue de préparer un plan d'invasion.

## Assassinat
Le 25 mars 1975, jour du Mawlid, le roi Fayçal reçoit la visite de son jeune neveu, le prince Fayçal ben Moussaïd, âgé de trente ans, qui parvient à entrer dans le palais avec son arme. Conduit devant le roi aux côtés d'une délégation koweïtienne, il attend d'être assez proche de son oncle pour sortir son revolver et tirer trois balles à bout portant, dont une qui le touche à la tête.
Ceinturé et assommé par les soldats de garde, le prince auteur du régicide est arrêté, tandis que le roi est évacué en urgence vers le King Fayçal Hospital de Riyad. Toujours vivant dans l’ambulance malgré ses blessures, le roi s’éteint sur la table d’opération.
Les motivations de l'assassin restent floues. Plusieurs théories ont été émises : celle d'une vengeance familiale (pour venger la mort d'un de ses frères abattu par la police lors d'une manifestation), d'un différend financier, ou d'un complot politique (à la suite d'un discours dans lequel le roi appelait les musulmans au « djihad » pour libérer la Palestine). 
Déclaré sain d'esprit à la suite de son interrogatoire par des experts et des policiers, le prince Fayçal ben Moussaïd fut condamné à mort puis décapité, conformément à la charia en vigueur dans le pays. 
Le prince héritier Khaled ben Abdelaziz succéda à Fayçal en tant que roi, tandis que son demi-frère Fahd devint le nouveau prince héritier.

## Descendance
Fayçal a eu huit fils et dix filles avec quatre épouses, dont la dernière, Iffat bint Mohammad Al Thunayan, dite « reine Iffat » a défendu le droit à l'éducation des femmes en Arabie saoudite, notamment en créant en 1956 la première école du pays accueillant des jeunes filles.
Parmi ses fils, Khaled ben Fayçal (en) est gouverneur de la province de La Mecque de 2007 à 2013 et depuis 2015, Saoud ben Fayçal a été pendant quarante ans ministre des Affaires étrangères de 1975 à 2015, et Turki ben Fayçal a été directeur de l'Agence saoudienne de renseignements de 1979 à 2001 puis ambassadeur au Royaume-Uni et aux États-Unis.